# Wyatt Johnston
Wyatt Johnston (* 14. Mai 2003 in Toronto, Ontario) ist ein kanadischer Eishockeyspieler, der seit September 2021 bei den Dallas Stars in der National Hockey League (NHL) unter Vertrag steht.

## Karriere

### Jugend
Wyatt Johnston wurde in Toronto geboren und lief dort in seiner Jugend für das prestigeträchtige Nachwuchsprogramm der „Toronto Marlboros“ auf. Im Jahre 2019 wurde er von den Windsor Spitfires im Entry Draft der Ontario Hockey League (OHL) an sechster Position ausgewählt und war fortan in dieser höchsten Juniorenliga seiner Heimatprovinz aktiv. Als Rookie verzeichnete der Angreifer 30 Scorerpunkte in 53 Partien, bevor die gesamte OHL-Saison 2020/21 aufgrund der COVID-19-Pandemie ausfiel und er somit kein Pflichtspiel absolvierte. Dennoch wählten ihn die Dallas Stars im folgenden NHL Entry Draft 2021 an 23. Position und statteten ihn im September gleichen Jahres mit einem Einstiegsvertrag aus.
Vorerst kehrte Johnston für eine weitere Saison zu den Spitfires zurück, in der er seine persönliche Statistik deutlich auf 124 Punkte in 68 Spielen steigerte. Damit führte er nicht nur die OHL an und erhielt somit die Eddie Powers Memorial Trophy, sondern auch den CHL Top Scorer Award der gesamten Canadian Hockey League (CHL). Ferner zeichnete man den Kanadier mit der Red Tilson Trophy als wertvollsten Spieler der OHL aus, während man ihn zudem mit der William Hanley Trophy für sportliche Fairness ehrte und ins OHL First All-Star Team berief. Mit Windsor erreichte er in dieser Spielzeit das Playoff-Finale um den J. Ross Robertson Cup, das man jedoch mit 3:4 gegen die Hamilton Bulldogs verlor. Auch in den Playoffs führte der Center die Liga in Torvorlagen (27) und Scorerpunkten (41) an.

### NHL
Nach diesen Erfolgen erspielte sich Johnston im Rahmen der Saisonvorbereitung im Sommer 2022 einen Platz im Aufgebot der Dallas Stars, sodass er im Oktober 2021 zu seinem Debüt in der National Hockey League (NHL) kam. Dabei etablierte er sich prompt im Kader der Stars, wobei er seine erste Profisaison mit 41 Punkten beendete und darüber hinaus alle Rookies der Liga mit 24 Treffern anführte. Demzufolge wählte man ihn am Saisonende ins NHL All-Rookie Team.
Im März 2025 unterzeichnete Johnston einen neuen Fünfjahresvertrag in Dallas, der ihm mit Beginn der Saison 2025/26 ein durchschnittliches Jahresgehalt von 8,4 Millionen US-Dollar einbringen soll.

### International
Erste internationale Erfahrungen sammelte Johnston bei der World U-17 Hockey Challenge 2019, bei der er mit dem Team „Canada Red“ den fünften Platz belegte. Bei der U18-Weltmeisterschaft 2021 gewann er mit der kanadischen Auswahl die Goldmedaille, kam anschließend jedoch nicht mehr im Juniorenbereich zum Einsatz.

## Erfolge und Auszeichnungen
| - 2022 Red Tilson Trophy - 2022 Eddie Powers Memorial Trophy - 2022 William Hanley Trophy | - 2022 OHL First All-Star Team - 2022 CHL Top Scorer Award - 2023 NHL All-Rookie Team |

### International
- 2021 Goldmedaille bei der U18-Weltmeisterschaft

## Karrierestatistik
Stand: Ende der Saison 2024/25

### International
Vertrat Kanada bei:
- World U-17 Hockey Challenge 2019
- U18-Weltmeisterschaft 2021

(Legende zur Spielerstatistik: Sp oder GP = absolvierte Spiele; T oder G = erzielte Tore; V oder A = erzielte Assists; Pkt oder Pts = erzielte Scorerpunkte; SM oder PIM = erhaltene Strafminuten; +/− = Plus/Minus-Bilanz; PP = erzielte Überzahltore; SH = erzielte Unterzahltore; GW = erzielte Siegtore; 1 Play-downs/Relegation; Kursiv: Statistik nicht vollständig)